# نادي النجمة (البحرين)
نادي النجمة الرياضي والثقافي هو نادي كرة قدم بحريني. يعتبر من الأندية العريقة في محافظة العاصمة بمملكة البحرين. تأسس عام 1946.

## تاريخ
مر نادي النجمة بالعديد من المراحل خلال عملية التأسيس التي تعود لمنتصف الاربعينات من القرن الماضي، كانت البداية حين شكل عدد من أبناء الحورة فريقا لكرة القدم باسم «الحورة» لكنه لم يستمر طويلًا، في عام 1951 أعيد إحياؤه مرة أخرى تحت مسمى الوحدة ومقره الحورة، لم يكن نادي الوحدة يمارس نشاط كرة القدم حتى عام 1958.
في عام 1958م قررت إدارة النادي تحويله إلى ناد رياضي ثقافي، فتأسس النادي تحت مسمى نادي الوحدة الرياضي والثقافي.
وبالتزامن مع تأسيس الوحدة، تأسس ناد آخر بإسم نادي النصر في فريج الذواودة، اقترح مؤسسو نادي النصر أن يندمجوا مع نادي الوحدة وطرحوا الفكرة عليهم فوافقوا، اندمج الناديين معا وتكون كيان رياضي جديد باسم نادي الفجر الذي افتتح رسميًا في سبتمبر 1958م.
بعد عام ونصف صدر قرار بإغلاق نادي الفجر لأسباب سياسية، وتأسس النادي العربي سنة 1960م، وفي سنة 1977م اندمج العربي مع اليرموك والولعة والوطني تحت مسمى الوحدة.
في سنة 1996 اندمج نادي الوحدة مع نادي القادسية تحت مسمى نادي الهلال، لكن العملية لم تستمر طويلاً، فقد عاد أعضاء القادسية إلى ناديهم في منطقة السلمانية، بينما ظل البقية على مسمى الهلال حتى سنة 2001م، ثم حدث الدمج الأخير لنادي الهلال مع أندية القادسية ورأس الرمان والنبيه صالح تحت مسمى نادي النجمة، الذي استقر على وضعه الحالي بعد انفصال أعضاء نادي النبيه صالح وعودتهم إلى مقرهم السابق، وبالتالي يمكن اعتبار أن نادي النجمة بدأ تحت مسمى نادي الفجر، ثم العربي، ثم الوحدة، ثم الهلال، وأخيرًا النجمة.

## تشكيلة الفريق
ملاحظة: تشير الأعلام إلى المنتخب الوطني على النحو المحدد في قواعد الأهلية للفيفا. قد يحمل اللاعبون أكثر من جنسية واحدة غير تابعة للفيفا.
| الرقم | البلد      | المركز | اللاعب          |
| ----- | ---------- | ------ | --------------- |
|       | البحرين    | حارس   | صادق جعفر       |
|       | البحرين    | حارس   | علي سعيد        |
|       | البحرين    | مدافع  | أحمد إبراهيم    |
|       | البحرين    | مدافع  | أحمد أمين       |
|       | البحرين    | مدافع  | جاسم المالود    |
|       | البرازيل   | مدافع  | جونيور          |
|       | البحرين    | مدافع  | سيد كاظم حميد   |
|       | البحرين    | مدافع  | صابر عبد الرحمن |
|       | البحرين    | مدافع  | طلال مشعان      |
|       | البحرين    | مدافع  | علي خليل        |
|       | البحرين    | مدافع  | محمد إبراهيم    |
|       | البحرين    | وسط    | أحمد عبد الله   |
|       | البحرين    | وسط    | أحمد عبد الوهاب |
|       | اليمن      | وسط    | أيمن الهاجري    |
|       | ساحل العاج | وسط    | غي تابي         |
|       | البحرين    | وسط    | حسين السعودي    |
|       | البحرين    | وسط    | حسين عبد الكريم |

| الرقم | البلد    | المركز | اللاعب          |
| ----- | -------- | ------ | --------------- |
|       | البحرين  | وسط    | حمد الرميحي     |
|       | البحرين  | وسط    | سامي هاشم       |
|       | البحرين  | وسط    | سعود القطان     |
|       | البحرين  | وسط    | طلال أحمد       |
|       | البحرين  | وسط    | عبد الرحمن يوسف |
|       | البحرين  | وسط    | عبد العزيز شلال |
|       | البحرين  | وسط    | عبد الله عثمان  |
|       | البحرين  | وسط    | علي الدوسري     |
|       | البحرين  | وسط    | محمد البنكي     |
|       | البحرين  | وسط    | محمد سهوان      |
|       | البحرين  | وسط    | مسعود قمبر      |
|       | البحرين  | مهاجم  | أحمد المهيزع    |
|       | البحرين  | مهاجم  | أحمد عبد الرسول |
|       | البرازيل | مهاجم  | ديمبا           |
|       | البحرين  | مهاجم  | راشد سوار       |
|       | البحرين  | مهاجم  | رضا حسين        |
|       | البحرين  | مهاجم  | عبد العزيز قائد |
|       | البحرين  | مهاجم  | محمد الطيب      |

## الألقاب والإنجازات
حقق نادي النجمة لقب كأس الملك 6 مرات، ثلاث منها تحت مسمى كأس الأمير، وكأس الاتحاد لإخراج المغلوب مرة واحدة موسم 1968-1969م، والدوري العام مرتين في موسم 1969-1970م، و1974-1975م، والدوري المشترك مرة واحدة موسم 1972-1973م، وكأس السوبر مرتين متتاليتين في 2008 و2009.

## الطاقم الإداري

### رؤساء النادي
- حسن الرميحي (أول رئيس لنادي الوحدة وهو أول رئيس والوحيد لنادي الفجر).[1]

وفي حقبة النادي العربي تولى الرئاسة :
- حسن عبدالله العمر
- عبدالوهاب محمد العامر
- عبدالله إبراهيم تلفت
- حسن يوسف حسن
- جاسم إبراهيم بوشعر.

وفي حقبة نادي الوحدة تولى الرئاسة:
- فواز الزياني
- محمد إبراهيم المطوع
- الشيخ سلمان بن مبارك آل خليفة
- يوسف الخاجة
- خالد عاشور
- خليل الزياني
- عيسى عبدالرحيم
- الشيخ فواز بن محمد آل خليفة.

وفي حقبة نادي الهلال تولى الرئاسة:
- الشيخ فواز بن محمد آل خليفة
- الشيخ هشام بن عبدالرحمن آل خليفة (أستمر ليكون أول رئيس لنادي النجمة)
- عصام جناحي
- عيسى محمد عبدالرحيم
- عيسى القطان.